# Приборово (Брестский район)

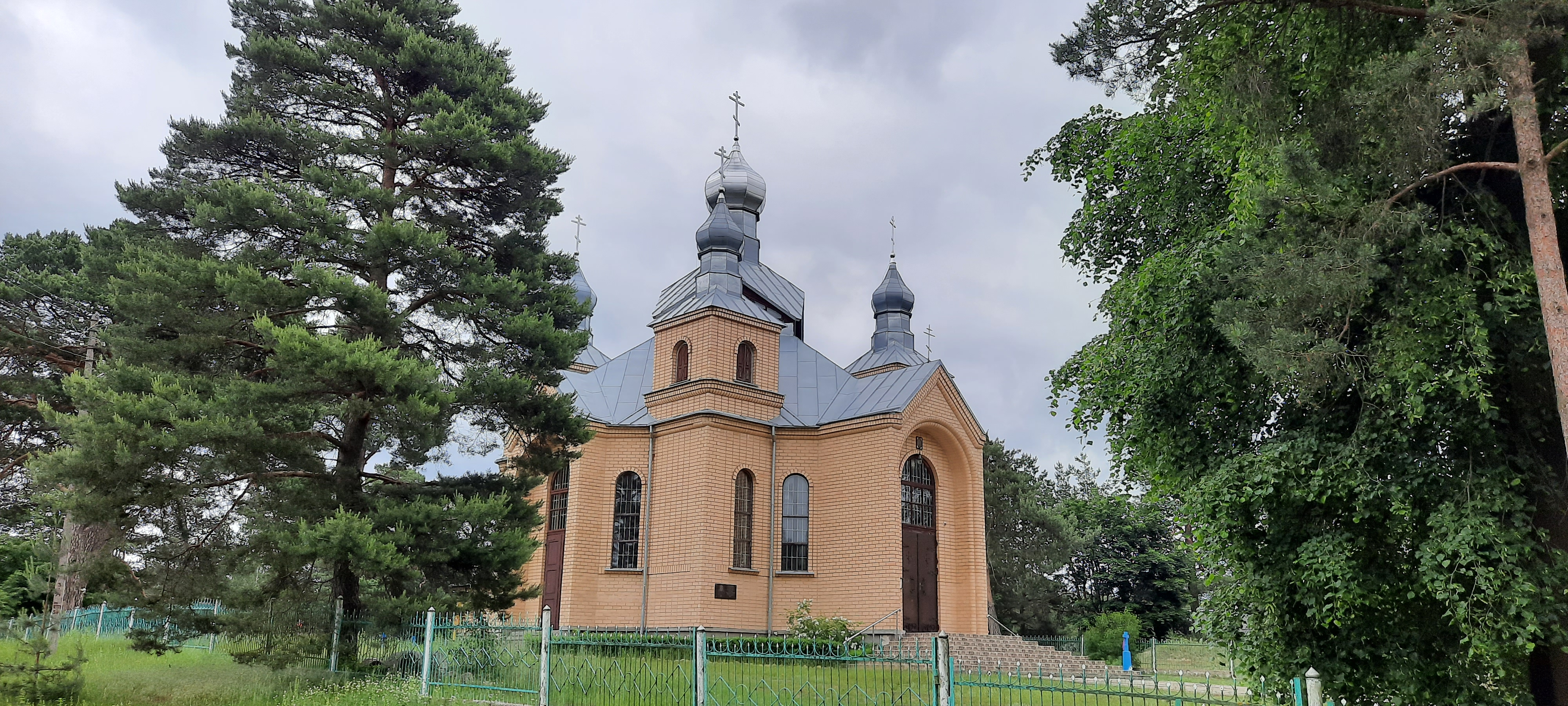
Церковь Св. Иоанна Богослова

При́борово (бел. Прыбарава) — деревня в Брестском районе Брестской области Белоруссии. Входит в состав Томашовского сельсовета.

## География
Деревня Приборово расположена в 58,5 км по автодорогам к югу от центра города Брест и в 9 км по автодорогам к северу от центра сельсовета, агрогородка Томашовка. Деревня находится близ крайней юго-западной точки Белоруссии, где сходятся Белоруссия, Польша и Украина; польская граница проходит в двух километрах к западу, украинская — в двух километрах к юго-востоку. Местность принадлежит бассейну Вислы, вокруг деревни есть сеть мелиоративных каналов со стоком в реку Западный Буг, по которой проходит граница с Польшей. Деревня связана местными дорогами с окрестными населёнными пунктами. В километре от деревни находится ж/д платформа Приборово (линия Брест — Томашовка).

## История
В начале XIX века деревня принадлежала князю Адаму Чарторыйскому, на средства которого в 1812 году была выстроена деревянная церковь св. Иоанна Богослова.
В июле 1863 года произошли крестьянские волнения — крестьяне отказались платить чинш. В 1868 году в селе было 388 мужчин и 433 женщины; в 1878 году — 257 дворов.
В конце XIX века село была центром Приборовской волости Брестского уезда Гродненской губернии, действовали волостная управа, церковно-приходская школа, православная церковь, народное училище, трактир. В 1890 году имение принадлежало Ф. Замойскому. По переписи 1897 года — 211 дворов, 1207 жителей (605 мужчин, 602 женщины), из них 1171 православных. В 1905 году в селе находились участки воинской повинности, сельского фельдшера, мирового судебного округа, судебных следователей, мировых посредников, полицейских урядников.
В Первую мировую войну с 1915 года деревня оккупирована германскими войсками. Согласно Рижскому мирному договору (1921) вошла в состав межвоенной Польши, где была центром гмины Приборово Брестского повета Полесского воеводства. В 1921 году деревня насчитывала 139 дворов. 
С 1939 года в составе БССР, в 1940 году — 299 дворов. В Великую Отечественную войну фашисты сожгли 100 дворов, убили 250 жителей; 136 сельчан погибли на фронте и в партизанах. С 1940 года деревня стала центром сельсовета в составе Домачевского района. В июле 1954 года этот сельсовет стал частью Липинского сельсовета, в сентябре 1959 года деревня вошла в состав Томашовского сельсовета Брестского района. В деревне был организован колхоз им. Дзержинского.
В 1990-х годах историческая церковь Св. Иоанна Богослова сгорела. На её месте в начале XXI века выстроена каменная церковь с тем же именем.

## Население
На 1 января 2018 года насчитывалось 420 жителей, из них 60 младше трудоспособного возраста, 232 — в трудоспособном возрасте и 128 — старше трудоспособного возраста.

## Инфраструктура
Имеются базовая школа (открыта в 1958 году), фельдшерско-акушерский пункт, магазин, сельский клуб с библиотекой, очистные сооружения ОАО «Комаровка», кладбище, почтовое отделение. Рядом с деревней расположены молочно-товарный комплекс «Приборово» и птицефабрика ОАО «Дубравский бройлер».

## Культура
- Дом культуры
- Музей ГУО "Базовая школа деревни Приборово"

## Достопримечательности
- Церковь Св. Иоанна Богослова (2004). Выстроена в начале XXI века на месте сгоревшей исторической церкви 1812 года.
- Археологические стоянки. Одна из них расположена в двух километрах к югу от деревни, а другая — в трёх километрах к северу. При раскопках найдены кремнёвые орудия труда и остатки посуды эпохи неолита[5].
  - Стоянка-1 периода неолита (5-3 тыс. до н.э.), урочище Горинец —  Историко-культурная ценность Республики Беларусь, шифр 113В000102
  - Стоянка-2 периода неолита, бронзового века (5-2 тыс. до н.э..) —  Историко-культурная ценность Республики Беларусь, шифр 113В000103

- Братская могила советских пограничников. В 1,5 км к западу от деревни. Похоронены 18 пограничников, погибших 22 июня 1941 года.
- Могила жертв фашизма (1942), в центре деревни —  Историко-культурная ценность Республики Беларусь, шифр 113Д000104
- Могила неизвестного партизана. На кладбище.

### Памятник, скульптура
- Памятник пограничникам. В 500 м к юго-востоку от деревни.
- Памятник односельчанам, погибшим в годы Великой Отечественной войны (открыт 07.05.2020).

### Утраченное наследие
- Свято-Иоанно-Продтеченская церковь (1812).